# Till-Holger Borchert
Till-Holger Borchert (Hamburgo, 4 Jan. 1967) es un historiador del arte y escritor, especializado en el arte de los siglos XIV y XV. Entre 2003 y 2014, fue el conservador jefe de los museos Groeningemuseum y Arentshuis de Brujas. Dejó el cargo en diciembre de ese año para ocuparse de la dirección artística del Municipal Museums de esa misma ciudad.
Ha ejercido la docencia tanto en Europa como en los Estados Unidos y ha sido conservador en diversas exposiciones.

## Obras
- Van Eyck to Dürer: The Influence of Early Netherlandish Painting on European Art, 1430–1530. Thames & Hudson, 2011
- Splendour of the Burgundian Court: Charles the Bold (1433–1477) (ed). Cornell University Press, 2009
- Jan Van Eyck. Taschen, 2008
- Memling's Portraits (ed). Thames & Hudson, 2005
- The Age of Van Eyck: The Mediterranean World and Early Netherlandish Painting 1430–1530. Thames & Hudson, 2002
- The Book of Miracles, junto con Joshua P. Waterman, Taschen, 2013.
- Masterpieces in Detail: Early Netherlandish Painting from Van Eyck to Bosch, Prestel, 2014
- Bosch in Detail, Ludion, 2016